# Fun'ya no Watamaro

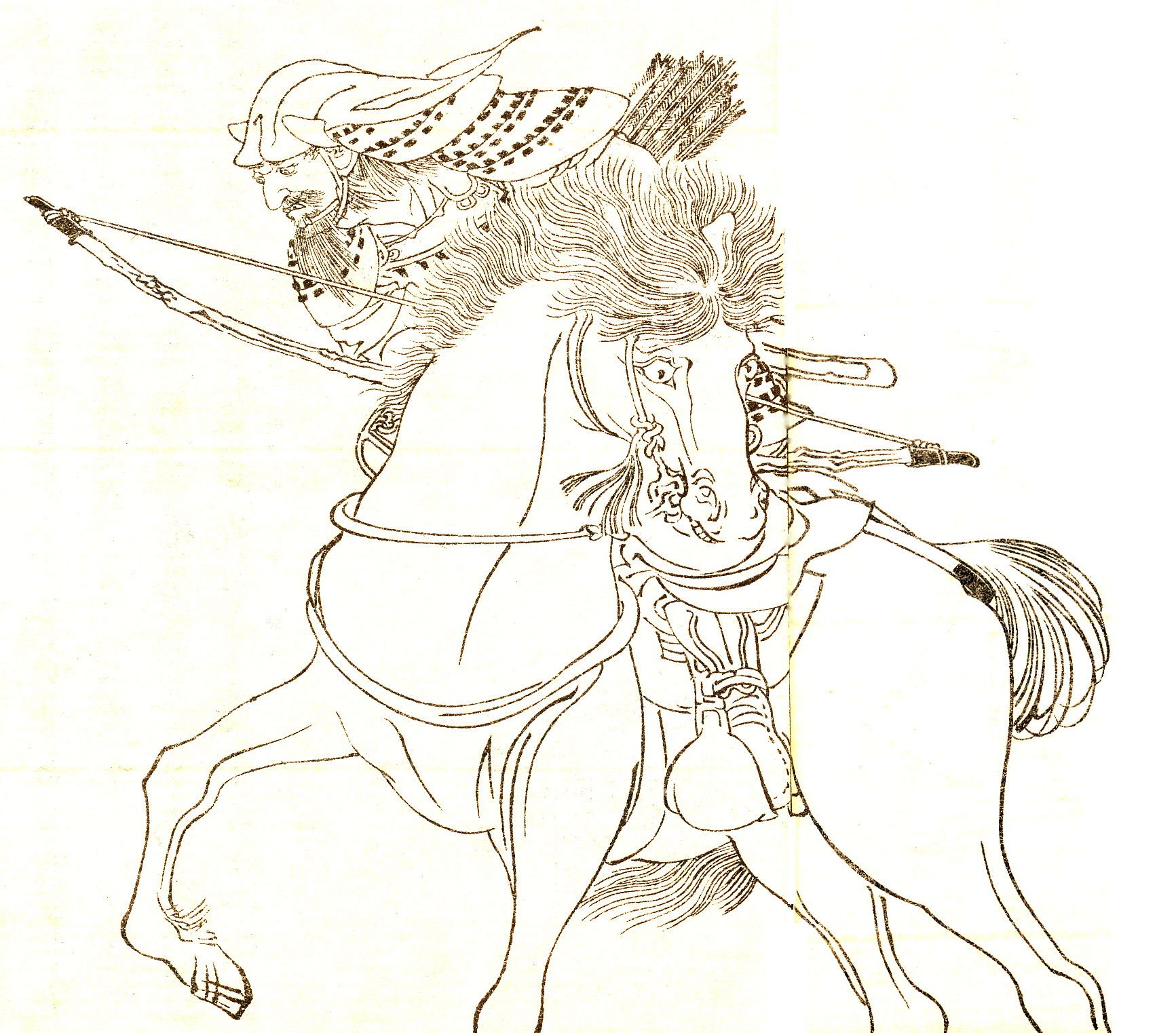
Fun'ya no Watamaro.

Fun'ya no Watamaro o Bun'ya no Watamaro (文室綿麻呂?) (765 - 6 de junio de 823) fue un militar japonés, noble de la Corte Imperial y shōgun que sirvió a comienzos de la era Heian. Fue confidente del Emperador Heizei y se asoció con Sakanoue no Tamuramaro, obteniendo el título de shōgun después de la muerte de Tamuramaro en 813, y colaboraría en la pacificación de las tierras dominadas por los bárbaros Emishi.

| Predecesor: Sakanoue no Tamuramaro | Shōgun 813 - 816 | Sucesor: Fujiwara no Tadabumi |

- Datos: Q2713178